# Arctosoma nigripalpes
Arctosoma nigripalpes là một loài ruồi trong họ Tachinidae.